# USS Doyle (DD-494)
Эскадренный миноносец «Дойл» (англ. USS Doyle (DD-494)) — американский эсминец типа Gleaves.
Заложен на верфи Seattle Tacoma Shipbuilding, Сиэтл 26 мая 1941 года. Спущен 17 марта 1942 года, вступил в строй 27 января 1943 года. Капитаном корабля был назначен лейтенант-коммандер С. Е. Бойд.
С 23 июня 1945 года быстроходный тральщик DMS-34. Выведен в резерв 19 мая 1955 года.
Из ВМС США исключён 1 декабря 1970 года.
Продан 6 октября 1972 года фирме «Luria Brothers and Co. Inc.» в Кливленд и разобран на слом.